# 日隈佑
日隈 佑（ひぐま ゆう、1989年4月5日 - ）は、日本の元女子バレーボール選手。

## 来歴
滋賀県大津市出身。大津市立田上中学校を卒業後、京都府の名門京都橘高校に進学。同級生には近江あかり、井上琴絵、泉岡未来がいる。高校1年次には春高バレーで準優勝、インターハイなどに出場した。
2008年、龍谷大学に進学。4年次には主将を勤め、春季リーグでは優勝を果たし、最優秀選手賞に輝いた。全日本バレーボール大学男女選手権大会、平成23年度皇后杯全日本バレーボール選手権などに出場した。
2011年12月、Vプレミアリーグのトヨタ車体クインシーズの内定選手となり、2011/12VプレミアリーグのJT戦でデビューした。
2012年4月、トヨタ車体に入団した。
2015年6月1日、トヨタ車体は日隈の退団を発表した。

## 所属チーム
- 大津市立田上中学校
- 京都橘高校（2005-2008年）
- 龍谷大学（2008-2012年）
- トヨタ車体クインシーズ（2012-2015年）

## 個人成績
Vプレミアリーグレギュラーラウンドにおける個人成績は下記の通り。
| シーズン | 所属       | 出場 | 出場   | アタック | アタック | アタック | アタック | ブロック | ブロック | サーブ | サーブ | サーブ | サーブ | レセプション | レセプション | 総得点 | 備考     |
| -------- | ---------- | ---- | ------ | -------- | -------- | -------- | -------- | -------- | -------- | ------ | ------ | ------ | ------ | ------------ | ------------ | ------ | -------- |
| シーズン | 所属       | 試合 | セット | 打数     | 得点     | 決定率   | 効果率   | 決定     | /set     | 打数   | エース | 得点率 | 効果率 | 受数         | 成功率       | 総得点 | 備考     |
| 2011/12  | トヨタ車体 | 2    | 1      | 0        | 0        | 0.0%     | %        | 0        | 0.00     | 1      | 0      | 0.00%  | 0.0%   | 0            | 0.0%         | 0      | 内定選手 |
| 2012/13  | トヨタ車体 | 28   | 12     | 3        | 1        | 33.3%    | %        | 0        | 0.00     | 18     | 1      | 5.56%  | 8.6%   | 0            | 0.0%         | 2      |          |
| 2013/14  | トヨタ車体 | 8    | 17     | 0        | 0        | 0.0%     | %        | 0        | 0.00     | 0      | 0      | 0.00%  | 0.0%   | 0            | 0.0%         | 0      |          |
| 2014/15  | トヨタ車体 | 17   | 16     | 1        | 0        | 0.0%     | %        | 0        | 0.00     | 21     | 0      | 0.00%  | 2.4%   | 0            | 0.0%         | 0      |          |